# Buenos Aires (kanton)
 For alternative betydninger, se Buenos Aires (flertydig). (Se også artikler, som begynder med Buenos Aires)
Buenos Aires er en kanton i provinsen Puntarenas i Costa Rica. Den ligger i landets sydvestlige del og omfatter blandt andet en del af Cordillera de Talamanca. Kantonen har 40.139 indbyggere (2001) og et areal på 2.384,22 km².
Kantonen blev oprettet 26. juni 1914 under navnet De Osa og med Buenos Aires som administrationscenter. Den 29. juli 1940 blev den opdelt i de to nuværende kantoner, Buenos Aires og Osa.
I kantonen er der reservater for urfolkene bribri og boruca.

## Distrikter
Buenos Aires er inddelt i ni distrikter:
- Buenos Aires
- Volcán
- Potrero Grande
- Boruca
- Pilas
- Colinas
- Chánguena
- Biolley
- Brunka